# Nullfolgenkriterium
Das Nullfolgenkriterium, auch Trivialkriterium oder Divergenzkriterium, ist in der Mathematik ein Konvergenzkriterium, nach dem eine Reihe divergiert, wenn die Folge ihrer Summanden keine Nullfolge ist. Das Nullfolgenkriterium bildet damit eine notwendige, aber keine hinreichende Bedingung für die Konvergenz einer Reihe.

## Kriterium
Das Nullfolgenkriterium lautet:
Bildet die Folge der Summanden einer Reihe keine Nullfolge, dann divergiert die Reihe.
Gilt also für die Summanden {\displaystyle a_{i}} einer Reihe {\displaystyle \textstyle \sum \limits _{i=1}^{\infty }a_{i}}
{\displaystyle \lim _{i\to \infty }a_{i}\neq 0}
oder existiert dieser Grenzwert nicht, dann konvergiert die Reihe nicht. Im Gegensatz zu anderen Konvergenzkriterien kann mit dem Nullfolgenkriterium lediglich bewiesen werden, dass eine Reihe divergiert, aber nicht entschieden werden, ob sie konvergiert. Beispielsweise konvergiert die harmonische Reihe nicht, obwohl ihre Summanden eine Nullfolge bilden.

## Beispiele
Die Reihe
{\displaystyle \sum _{i=1}^{\infty }{\frac {i}{i+1}}={\frac {1}{2}}+{\frac {2}{3}}+{\frac {3}{4}}+\ldots }
divergiert, denn
{\displaystyle \lim _{i\to \infty }{\frac {i}{i+1}}=1\neq 0}.
Die alternierende Reihe
{\displaystyle \sum _{i=1}^{\infty }(-1)^{i}=-1+1-1\pm \ldots }
divergiert ebenfalls, denn der Grenzwert 
{\displaystyle \lim _{i\to \infty }(-1)^{i}}
existiert nicht.

## Beweis
Der Beweis des Nullfolgenkriteriums erfolgt typischerweise durch Kontraposition, das heißt durch Umkehrung der Aussage
Konvergiert eine Reihe, dann bildet die Folge der Summanden eine Nullfolge.
Eine Reihe konvergiert, wenn die Folge ihrer Partialsummen {\displaystyle (s_{n})_{n\in \mathbb {N} }} mit
{\displaystyle s_{n}=\sum _{i=1}^{n}a_{i}}
konvergiert, das heißt, es existiert ein Grenzwert {\displaystyle s}, sodass
{\displaystyle \lim _{n\to \infty }s_{n}=s}.
Durch Umstellung der Reihe und mit den Rechenregeln für Grenzwerte gilt dann
{\displaystyle \lim _{n\to \infty }a_{n}=\lim _{n\to \infty }(s_{n}-s_{n-1})=\lim _{n\to \infty }s_{n}-\lim _{n\to \infty }s_{n-1}=s-s=0.}
Nachdem die Folge der Summanden für jede konvergente Reihe eine Nullfolge bilden muss, divergiert eine Reihe, wenn dies nicht der Fall ist.

## Alternativer Beweis über das Cauchy-Kriterium
Das Trivialkriterium kann auch über das Cauchy-Kriterium bewiesen werden. Nach diesem Kriterium konvergiert eine Reihe genau dann, wenn es für alle {\displaystyle \epsilon >0} einen Mindestindex {\displaystyle N\in \mathbb {N} } gibt, so dass {\displaystyle \textstyle \left|\sum _{k=m}^{n}a_{k}\right|<\epsilon } für alle {\displaystyle n\geq m\geq N} ist. Wenn wir hier {\displaystyle n=m} setzen, folgt: Für alle {\displaystyle \epsilon >0} gibt es ein {\displaystyle N\in \mathbb {N} }, so dass für alle {\displaystyle n\geq N} die Ungleichung {\displaystyle |a_{n}|<\epsilon } erfüllt ist. Dies ist aber exakt die Definition dafür, dass die Folge {\displaystyle \left(a_{n}\right)_{n\in \mathbb {N} }} eine Nullfolge ist.